# Axis and Allies (série de jeux vidéo)
Pour les articles homonymes, voir Axis and Allies (homonymie).
Axis and Allies est une série de jeux vidéo de stratégie au tour par tour adaptée du jeu de société Axis and Allies.

## Liste de jeux
- Axis and Allies - 1994, CD-i
- Généralissime - 1998, PC (Windows)
- Axis and Allies: Iron Blitz - 1999, PC (Windows)

## Adaptation
TripleA est un moteur de jeu libre, spécialisé dans le jeu de stratégie au tour par tour adaptée librement (sans licence) du jeu de plateau Axis and Allies.
- TripleA - 2011, Java (Windows, macOS, Linux)